# Bilverkstad

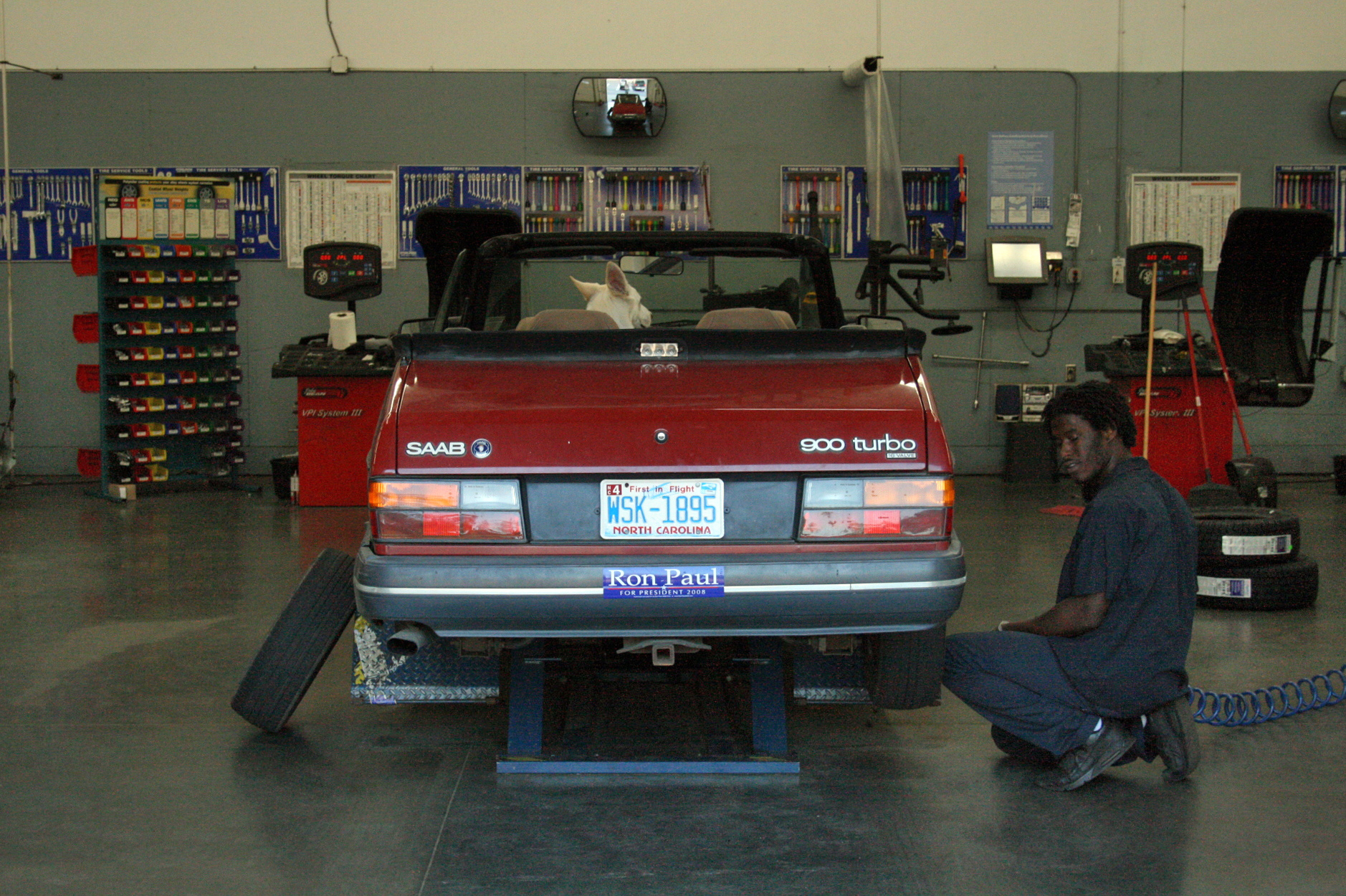
En Saab 900 cabriolet som genomgår ett däckbyte.

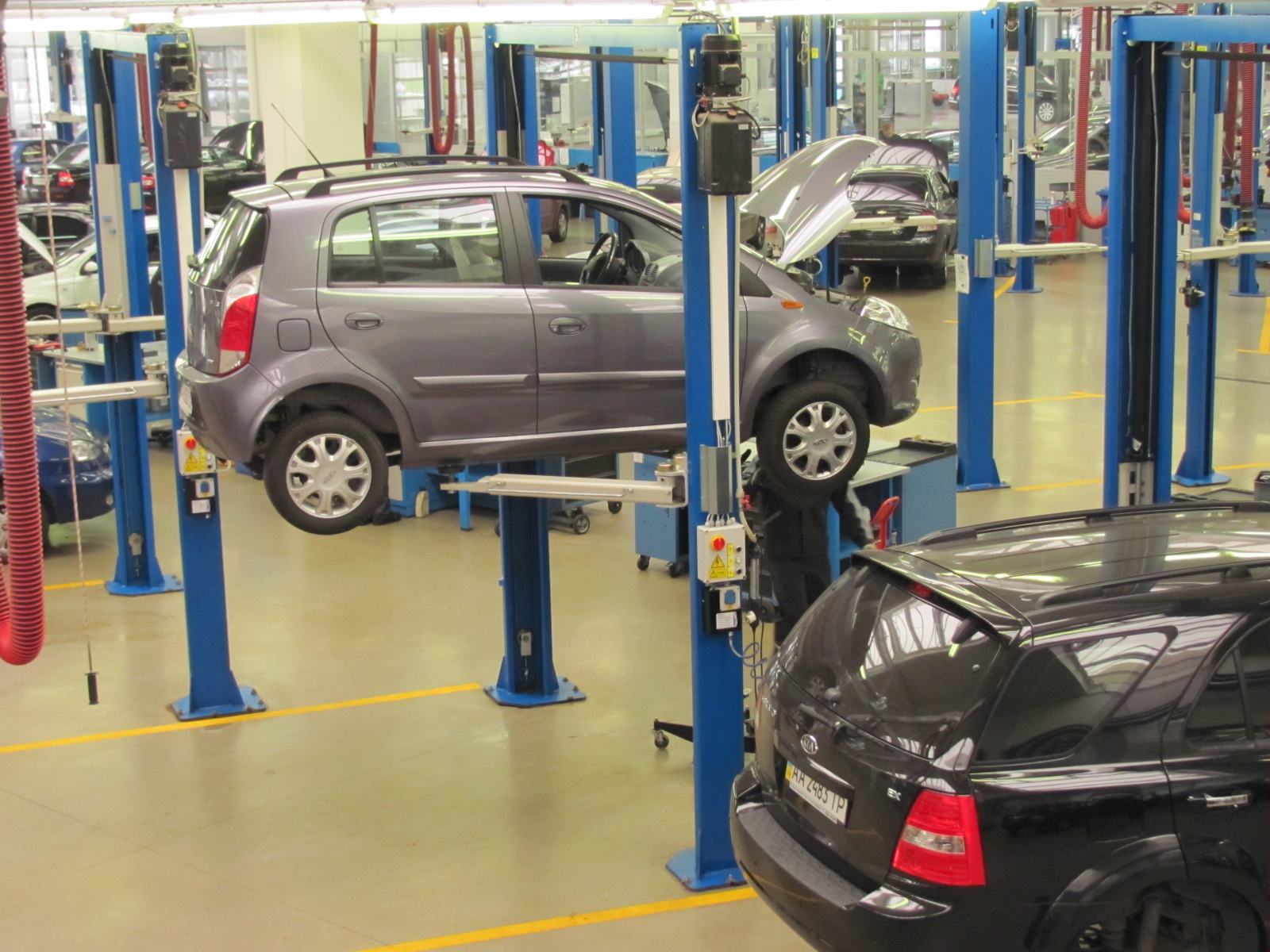
En Chery A1 (mitten) och en Kia Sorento (höger) genomgår service i en bilverkstad.

En bilverkstad är en plats där fordon bland annat repareras, servas och underhålls som utförs av en bilmekaniker eller en tekniker.